# Đảng bộ Quốc hội
Đảng bộ Quốc hội (trước đây là Đảng đoàn Quốc hội) là một tổ chức của Đảng Cộng sản Việt Nam trong Quốc hội Việt Nam. Bí thư Đảng ủy Quốc hội là Ủy viên Bộ Chính trị, Ban Chấp hành Trung ương Đảng Cộng sản Việt Nam và đồng thời là Chủ tịch Quốc hội Việt Nam.

## Ảnh hưởng của Đảng bộ Quốc hội đối với hoạt động của Quốc hội Việt Nam
Theo ông Nguyễn Văn Phúc, nguyên Phó Chủ nhiệm Ủy ban Kinh tế của Quốc hội Việt Nam, trước đây, Chính phủ hầu như chỉ trình các báo cáo lên Bộ Chính trị trước mà không trình Quốc hội. Chỉ sau khi Bộ Chính trị kết luận thì báo cáo mới được trình Quốc hội. Trong một vài khóa Quốc hội Việt Nam gần đây (trước khóa XIV), Bộ Chính trị cho phép Đảng bộ Quốc hội hoặc Ủy ban Kinh tế của Quốc hội có ý kiến trước đối với những vấn đề liên quan.
Tính đến ngày 19 tháng 5 năm 2018, Đinh Thế Huynh đã hai năm không tham gia các hoạt động của Quốc hội. Tuy nhiên, ông không bị Ủy ban thường vụ Quốc hội Việt Nam khóa XIV cho thôi nhiệm vụ đại biểu vì theo giải thích của ông Nguyễn Hạnh Phúc (Tổng thư ký Quốc hội Việt Nam khóa IV, Ủy viên Ủy ban thường vụ Quốc hội khóa XIV, Ủy viên Đảng bộ Quốc hội) thì "Ông Đinh Thế Huynh là cán bộ thuộc Bộ Chính trị quản lý, khi nào cơ quan có thẩm quyền quản lý cán bộ có ý kiến thì Ủy ban Thường vụ Quốc hội sẽ tiến hành xem xét."

## Lấy phiếu tín nhiệm
Việc lấy phiếu tín nhiệm được tiến hành định kỳ vào năm thứ ba của nhiệm kỳ Đại hội Đảng bộ Quốc hội. Lần đầu tiên được thực hiện vào tháng 12 năm 2014.

## Đảng ủy Quốc hội nhiệm kỳ 2020 - 2025
- Bí thư: Trần Thanh Mẫn, Chủ tịch Quốc hội Việt Nam
- Phó Bí thư thường trực: Nguyễn Khắc Định, Phó Chủ tịch Quốc hội
- Phó Bí thư chuyên trách:
  1. Vũ Hải Hà
  2. Đặng Xuân Phương
  3. Phùng Khánh Tài[5]
- Ủy viên Ban Thường vụ: 
  1. Nguyễn Đức Hải, Phó Chủ tịch Quốc hội
  2. Trần Quang Phương, Phó Chủ tịch Quốc hội
  3. Nguyễn Thị Thanh, Phó Chủ tịch Quốc hội
  4. Lê Minh Hoan, Phó Chủ tịch Quốc hội
  5. Vũ Hồng Thanh, Phó Chủ tịch Quốc hội
  6. Lê Quang Tùng, Chủ nhiệm Văn phòng Quốc hội, Tổng Thư ký Quốc hội
  7. Nguyễn Đắc Vinh, Chủ nhiệm Ủy ban Văn hóa - Xã hội
  8. Lâm Văn Mẫn, Chủ tịch Hội đồng Dân tộc
  9. Lê Quang Huy, Chủ nhiệm Uỷ ban Khoa học, Công nghệ và Mội trường
  10. Hoàng Thanh Tùng, Chủ nhiệm Uỷ ban Pháp luật và Tư pháp
  11. Phan Văn Mãi, Chủ nhiệm Ủy ban Kinh tế và Tài chính
  12. Lê Tấn Tới, Chủ nhiệm Uỷ ban Quốc phòng, An ninh và Đối ngoại
  13. Nguyễn Thanh Hải, Phó Trưởng ban Tổ chức Trung ương, Chủ nhiệm Ủy ban Công tác đại biểu
  14. Dương Thanh Bình, Chủ nhiệm Ủy ban Dân nguyện và Giám sát
  15. Ngô Văn Tuấn, Tổng Kiểm toán Nhà nước
  16. Lê Quang Mạnh, Phó Chủ nhiệm thường trực Ủy ban Kinh tế và Tài chính
  17. Lê Thị Nga, Phó Chủ nhiệm thường trực Ủy ban Dân nguyện và Giám sát
  18. Hoàng Duy Chinh, Phó Chủ tịch thường trực Hội đồng Dân tộc của Quốc hội

Phần lớn các thành viên trên (gồm Bí thư, một số Phó Bí thư và Ủy viên Ban Thường vụ) của Đảng ủy Quốc hội hiện nay là thành viên Ủy ban Thường vụ Quốc hội Việt Nam khóa XV.

## Cựu thành viên
- Bí thư Nguyễn Sinh Hùng[6]
- Bí thư Nguyễn Thị Kim Ngân
- Bí thư Vương Đình Huệ